# Nippon Budokan
El Nippon Budokan (日本武道館, Nippon Budōkan, «lloc d'arts marcials del Japó») és un pavelló cobert per a esdeveniments ubicat al districte toquiota de Chiyoda.
Ubicat dins del parc de Kitanomaru, entre el palau de Kokyo i el santuari de Yasukuni, el Nippon Budokan fon construït l'any 1964 per a la competició de judo als Jocs Olímpics d'estiu de 1964, en els quals fon deport olímpic per primera volta: projectat per l'arquitecte nipó Mamoru Yamada, que s'inspirà en la planta octogonal del Yumedono de Hôryû-ji, el Budokan fa quaranta-dos metres d'alçada, compta amb vora quinze mil localitats i costà 5,6 milions de dòlars. D'ençà, el Budokan ha acollit competicions d'aikido, judo, karate, kendo, kyūdō, naginata i shōrinji kenpō, a més de lluita lliure, kickboxing i K-1; no obstant això, el Nippon Budokan és conegut internacionalment com a sala de concerts des que els Beatles hi actuaren l'any 1966.
El Nippon Budokan acollirà les competicions de judo i karate dels Jocs Olímpics d'Estiu de 2020.

## Cronologia
En l'olimpíada del 1964, Anton Geesink guanyà l'or contra l'equip japonés; el 1967 acollí el Campionat del Món de voleibol femení, guanyat pel Japó.

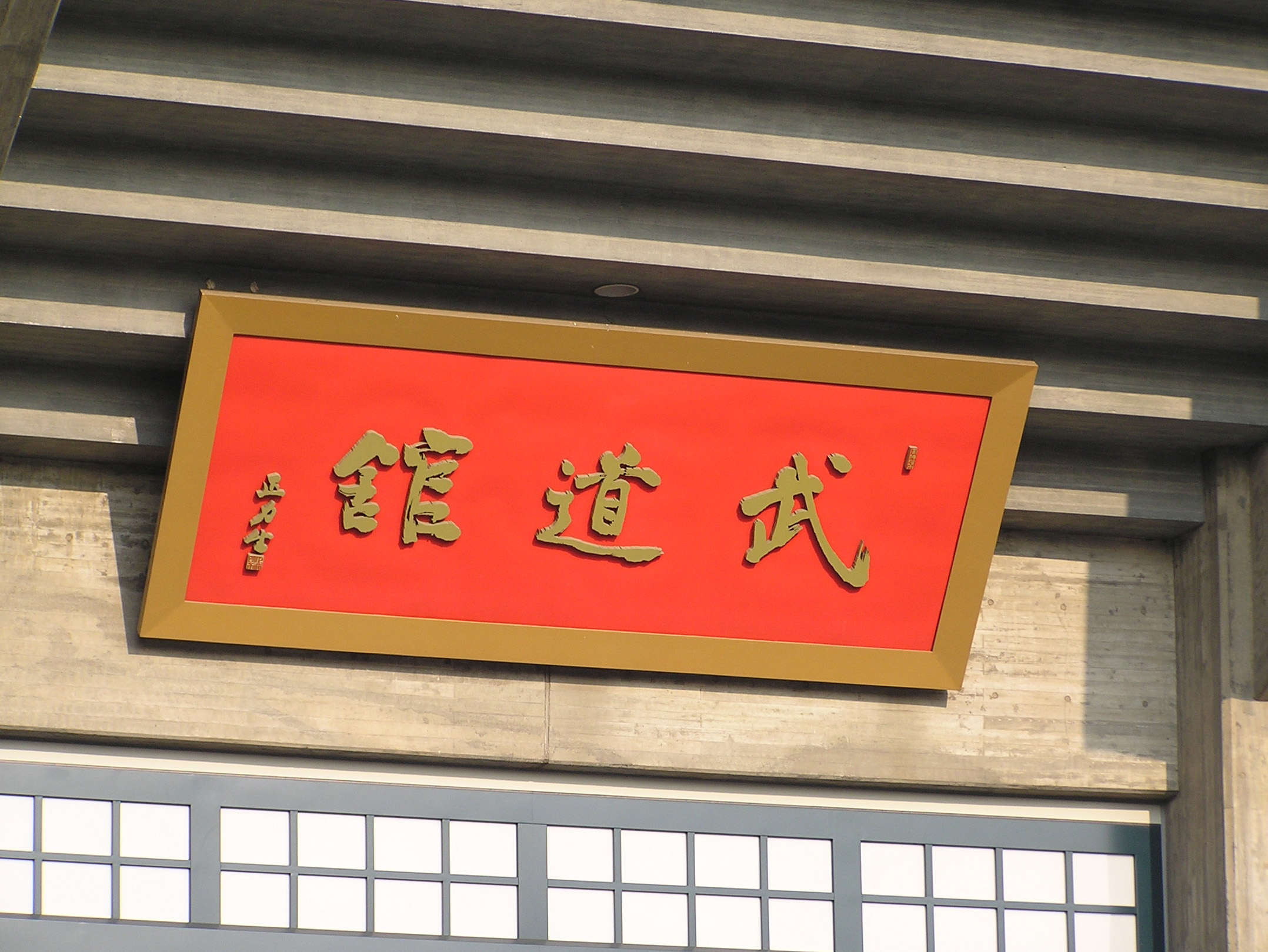
Rètol del Budokan
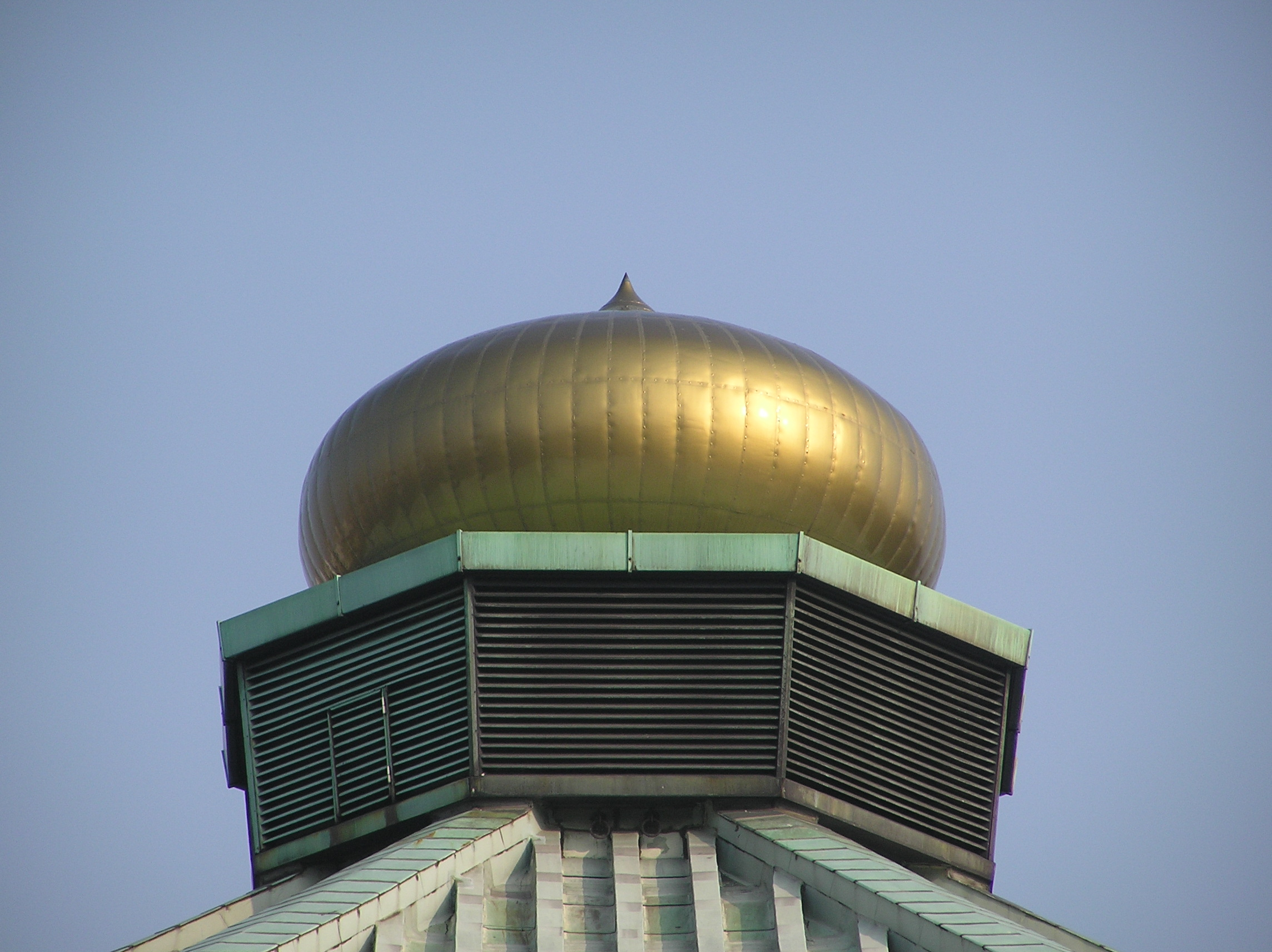
Remat de la teulada
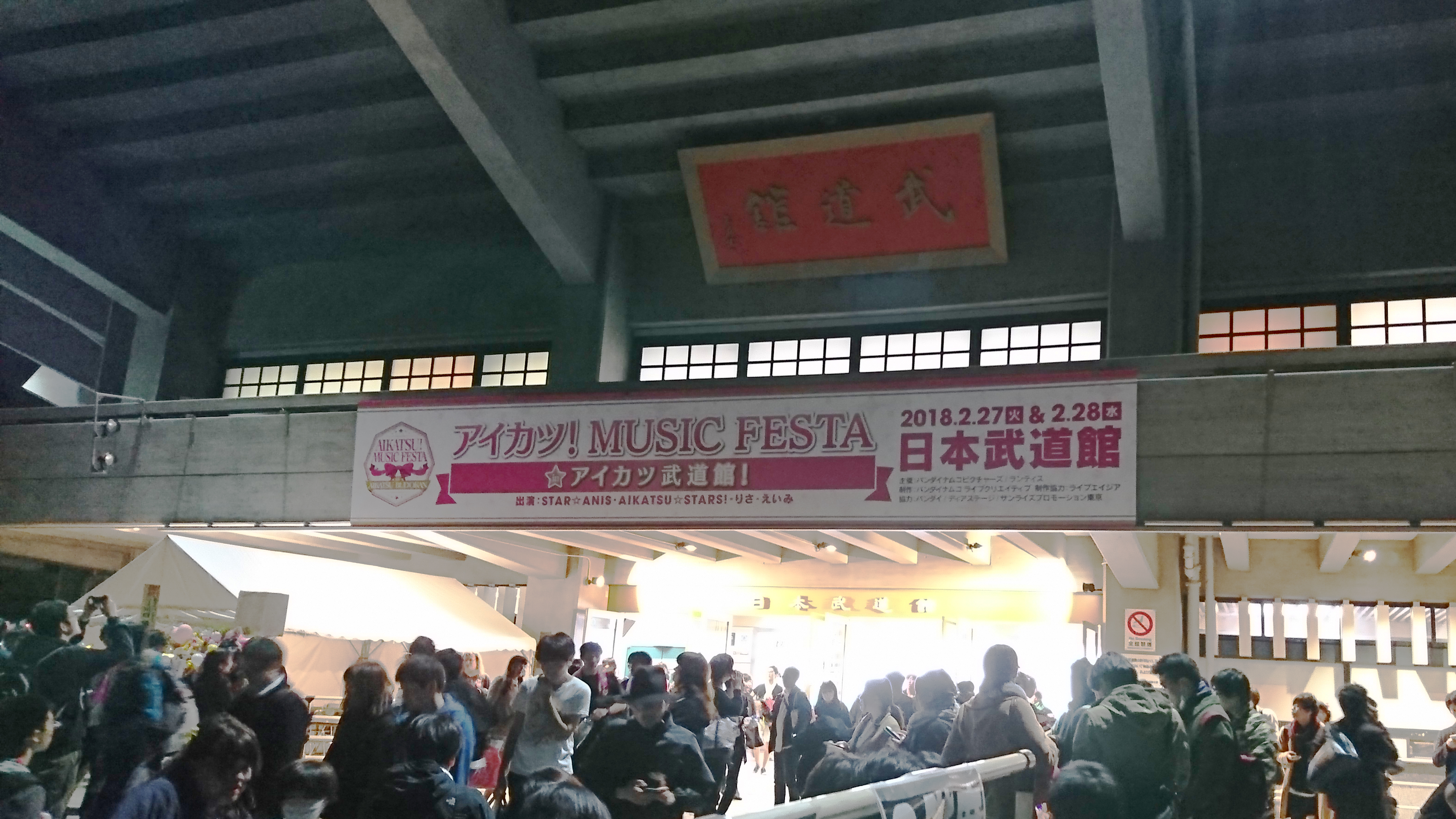
Vista interior de l'entrada
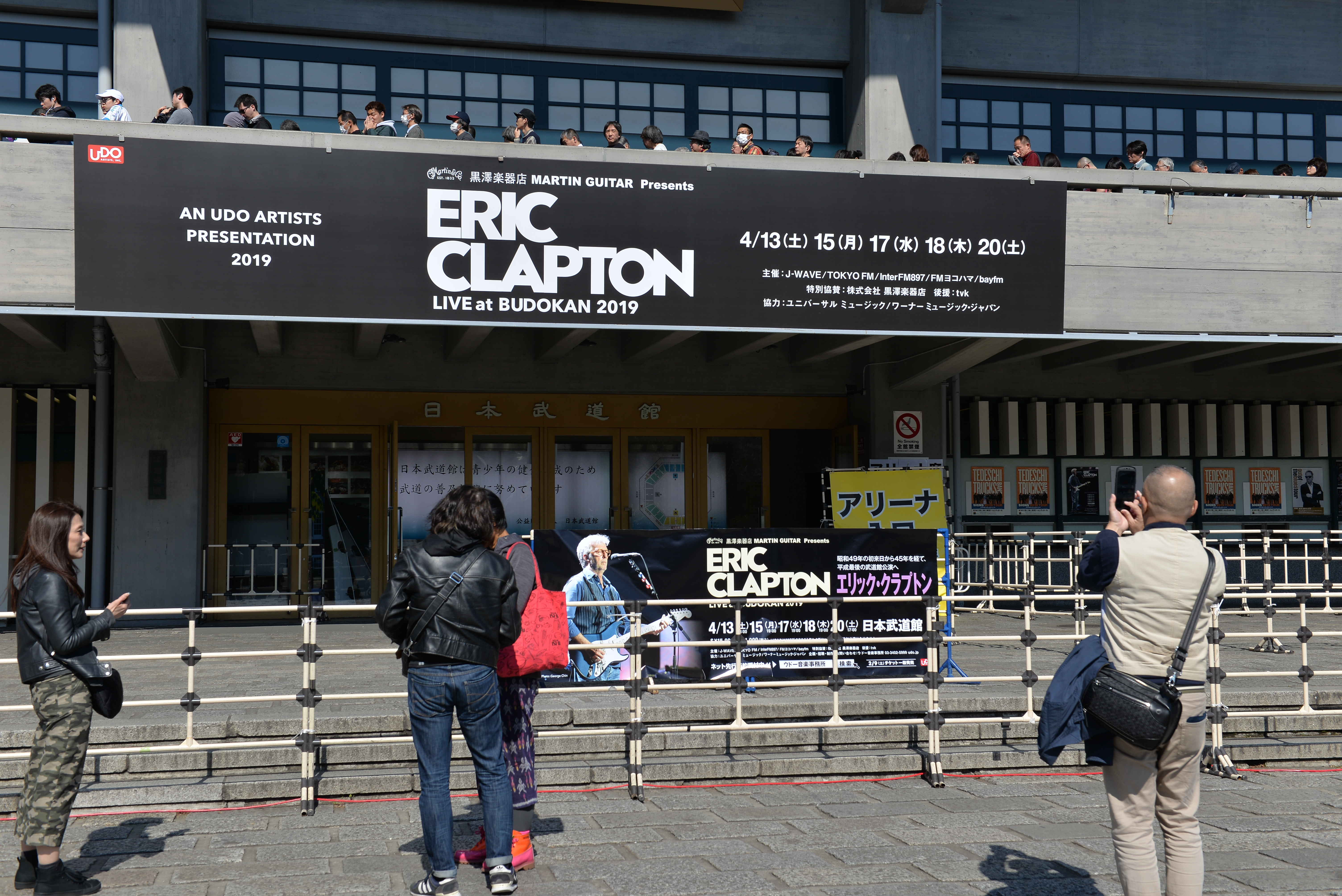
Anunci d'un concert en 2019
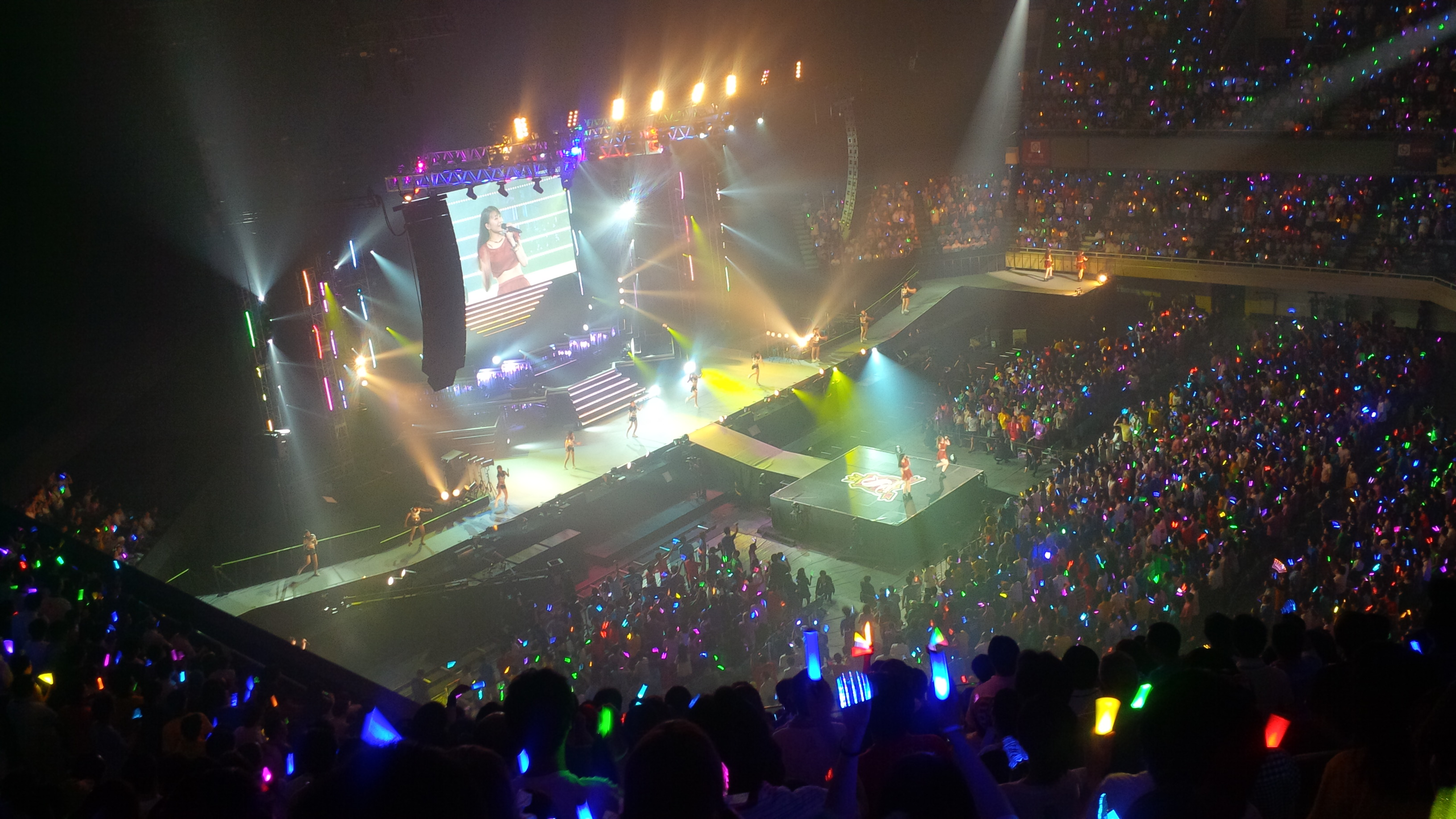
Un concert en 2014

### Concerts

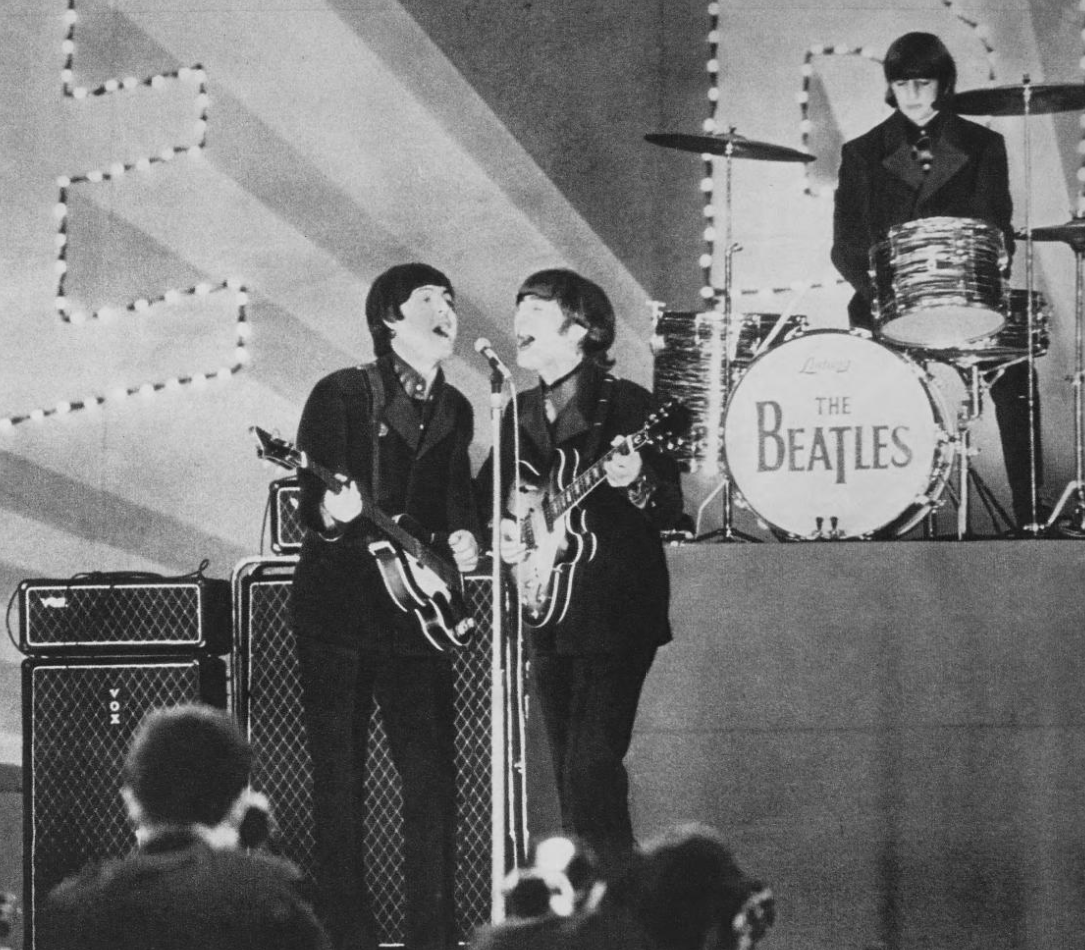
Els Beatles, el 1966

Quant a concerts, els primers foren els del grup anglés The Beatles l'any 1966, precedit per un debat públic que posava objeccions al fet que un grup de música estranger usara un lloc destinat a les arts marcials tradicionals japoneses: un grup de manifestants amenaçà d'interrompre l'actuació, que al remat es dugué a terme amb un públic tot assentat, acostumat a escoltar en silenci i a aplaudir només al final de cada cançó.
| P.   | Artistes                         | Títol                                       | Estil       |
| ---- | -------------------------------- | ------------------------------------------- | ----------- |
| 2003 | Bryan Adams                      | Live at the Budokan                         | rock        |
| 2001 | Asia                             | Asia Enso Kai (Live in Tokyo)               | rock prog.  |
| 1996 | Blur                             | Live at the Budokan                         | britpop     |
| 1975 | The Carpenters                   | Live in Japan                               | pop         |
| 1978 | Cheap Trick                      | Cheap Trick at Budokan                      | rock        |
| 1994 | Cheap Trick                      | Budokan II                                  | rock        |
| 1998 | At Budokan: The Complete Concert | rock                                        |             |
| 1980 | Eric Clapton                     | Just One Night                              | blues       |
| 1977 | Deep Purple                      | Last Concert in Japan                       | rock dur    |
| 1972 | Deep Purple                      | Made in Japan                               | rock dur    |
| 2004 | Dream Theater                    | Live at Budokan                             | rock prog.  |
| 1979 | Bob Dylan                        | Bob Dylan at Budokan                        | rock        |
| 2017 | Debbie Gibson                    | Live In Tokyo: The Possibilities World Tour | pop         |
| 1978 | Ian Gillan Band                  | Live at the Budokan                         | rock dur    |
| 1984 | Dave Grusin                      | Dave Grusin and the NY-LA Dream Band        | jazz        |
| 2014 | Il Divo                          | Live in Japan                               | òpera       |
| 1981 | Quincy Jones                     | Live at Budokan                             | soul        |
| 2009 | Loudness                         | Live Loudest at the Budokan '91             | heavy       |
| 1984 | Gary Moore                       | We Want Moore!                              | rock dur    |
| 1997 | Mr. Big                          | Live at Budokan                             | rock dur    |
| 2009 | Mr. Big                          | Back to Budokan                             | rock dur    |
| 2002 | Ozzy Osbourne                    | Live at Budokan                             | rock        |
| 1982 | MSG                              | One Night at Budokan                        | rock dur    |
| 2003 | Pearl Jam                        | 3/3/03 – Tokyo, Japan                       | rock        |
| 1978 | Pink Lady                        | Bye Bye Carnival                            | J-pop       |
| 1979 | Pink Lady                        | Live in Budoukan                            | J-pop       |
| 1996 | Princess Princess                | The Last Live                               | pop         |
| 1977 | Rainbow                          | On Stage                                    | rock dur    |
| 1997 | Ringo Starr                      | and His Third All-Starr Band - Volume 1     | pop         |
| 1992 | Tin Machine                      | Tin Machine Live: Oy Vey, Baby              | rock        |
| 1980 | Sadao Watanabe                   | How's Everything                            | jazz        |
| 1993 | Yellow Magic Orchestra           | Live at the Budokan 1980                    | electrònica |

El Budokan apareix en les primeres pàgines del manga Joc d'heroïnes, en el vessant de sala de concert.

## Ubicació
El lloc del Nippon Budokan, que no compta amb aparcament, és accessible en cotxe, taxi o metro: per l'estació de Kudanshita passen les línies de Toei Shinjuku (S-05), Hanzōmon (Z-06) i Tōzai (T-07); els ascensors i els vàters de l'estació estan adaptats per a discapacitats, encara que la rampa d'accés al parc és prou costeruda.